# Costa Rica nos Jogos Paralímpicos
A Costa Rica participou pela primeira vez dos Jogos Paralímpicos em 1992. Por outro lado, o país nunca participou de uma edição dos Jogos Paralímpicos de Inverno.